# Анна Неда
Анна Неда (серб. Ана Неда; Доминика Шишман, в монашестве — Елена Дечанская) — дочь короля Сербии Милутина и первая жена князя Видина и царя Болгарии Михаила III Шишмана (в 1313—1323 годах — князь; в 1323—1330 годах — царь). В 1324 году состоялся развод Шишмана с Анной Недой, впоследствии Шишман женился на дочери византийского императора Михаила IX Палеолога Феодоре. Анна со своими тремя сыновьями Иваном Стефаном, Михаилом и Шишманом была сослана в Велико-Тырново. В 1330 году после прихода Ивана Стефана к власти его отец Михаил Шишман был убит. В 1330—1331 годах Анна Неда являлась регентом Второго Болгарского царства.
После возвращения по просьбе короля Стефана Дечанского на родину в Сербию постриглась в монахини под именем Елена. Перед смертью основала Церковь Пресвятой Богородицы в селе Крушево в Хвостно. До настоящего времени на её могиле сохранился надгробный памятник, воздвигнутый в XIV веке. По легенде, она основала монастырь Убожац, а также церковь Введения. Мощи её покоятся на территории монастыря Высокие Дечаны. В 1692 году при осуществлении турками превращения монастыря в мечеть произошло предписываемое Елене Дечанской чудо, благодаря которому желанию турок было не суждено осуществиться. В церкви, расположенной на территории села Горни Матеевец близ Ниша, хранится её икона, написанная в XIX веке. 21 мая (3 июня) Сербская Православная Церковь чтит память Елены Дечанской.